# حكومة وارسو العامة
حكومة وارسو العامة (بالألمانية: Generalgouvernement Warschau) كانت منطقة مدنية إدارية أنشأتها القيصرية الألمانية في الحرب العالمية الأولى. شملت النصف الشمالي الغربي من الكونغرس الذي كانت تحكمه روسيا سابقًا في بولندا.
ومع أن المنطقة كانت في البداية جزءً من القيادة العسكرية لأوبر أوست تحت سلطة الجنرال إريش لودندورف، بعد التقدم العسكري للقوى المركزية في هجوم الخريف عام 1915، فقد أصبحت المنطقة تحت إدارة منفصلة في أكتوبر. لقد استمرت حتى بعد التأسيس اللاحق لمملكة بولندا، الدولة العميلة لقوى المركز. شغل حاكمها العام، هانز هارتويج فون بيسيلر، منصبه طوال فترة وجود المنطقة. كان مقر الحكومة العامة يعمل في القلعة الملكية في وارسو، بينما كان مقر الحاكم العام في قصر بيلويدر في وارسو.
إلى الجنوب من الحكومة العامة كان هناك نظير خاضع للسيطرة النمساوية المجرية يسمى الحكومة العسكرية في لوبلين.
في 18 أكتوبر 1916 تم تقديم إدارة مشتركة[مِمَن؟]
```
لكلا من مقاطعتي كونغرس بولندا السابقتين، مع تعيين الموظف المدني الألماني، 
وولفجانج فون كريس
، كأول رئيس للإدارة المقصودة. في 9 ديسمبر، أسس كريس البنك المركزي البولندي، الذي أصدر عملة جديدة تسمى 
المارك البولندي
.
```

أثناء الاحتلال، قامت السلطات الألمانية بتجنيد البولنديين للعمل القسري ليحلوا محل العمال الألمان الذين تم تجنيدهم في الجيش.

## المحافظون العامون
| الترتيب | الصورة | الاسم                   | الفترة    | ملاحظات |
| ------- | ------ | ----------------------- | --------- | --- |
| 1       |        | هانز هارتويج فون بيسيلر | 1915–1918 | شغل منصب الحاكم العام من أغسطس 1915 إلى نوفمبر 1918. وكان أيضًا القائد الفخري للقوات المسلحة البولندية، أو "الفيرماخت البولندي". ومع إعلان الاستقلال البولندي واستسلام ألمانيا، هرب بيسيلر من وارسو إلى برلين متنكرًا في زي عامل. لقد تعرض للسب في كل من ألمانيا وبولندا، وتوفي عام 1921. |

رؤساء الإدارة المشتركة:
- Wolfgang von Kries (de) (18 أكتوبر 1915 – 26 نوفمبر 1917)
- Otto von Steinmeister (de) (26 نوفمبر 1917 – 6 أكتوبر 1918)

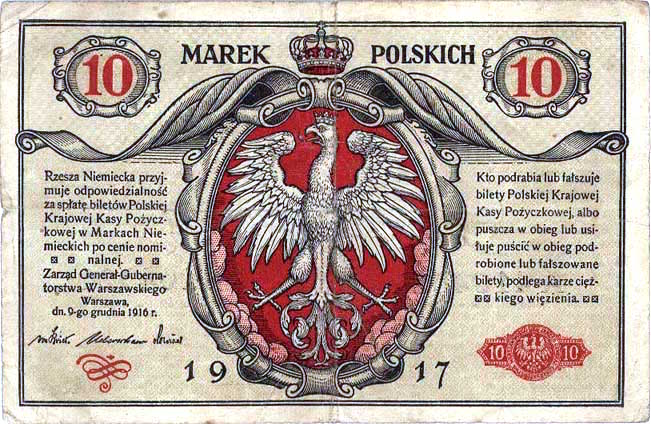
10 ماركات بولندية من العام 1917